# 达拉斯·西摩
达拉斯·西摩（英語：Dallas Seymour，1967年8月19日—），新西兰男子橄榄球运动员。他曾代表新西兰七人制国家队参加1998年英联邦运动会七人制橄榄球比赛，获得一枚金牌。